# Dick Richards
Dick Richards (New York, 9 luglio 1936) è un regista, sceneggiatore e produttore cinematografico statunitense.
È noto soprattutto per aver diretto Marlowe, il poliziotto privato (1975) e per aver prodotto Tootsie, per il quale ottenne una candidatura all'Oscar al miglior film nel 1983.

## Biografia
È sposato dal 1963 con Hilke Richards, dalla quale ha avuto quattro figli.
Nel 1982 gli fu proposto di dirigere il film Tootsie, ma fu rimpiazzato da Sydney Pollack; restò nel progetto come produttore.
Dopo esser entrato nel mondo del cinema, Richards lavorò anche come fotografo per alcune riviste, tra le quali Life.

## Filmografia

### Regista
- Fango sudore e polvere da sparo (The Culpepper Cattle Company) (1972)
- Rafferty and the Gold Dust Twins (1975)
- Marlowe, il poliziotto privato (Farewell, My Lovely) (1975)
- La bandera - Marcia o muori (March or Die) (1977)
- Death Valley (1982)
- Un uomo, una donna e un bambino (Man, Woman and Child) (1983)
- Black Jack (Heat) (1986)

### Produttore
- La bandera - Marcia o muori (March or Die) (1977)
- Tootsie (1982)

### Sceneggiatore
- Fango sudore e polvere da sparo (The Culpepper Cattle Company) (1972)
- La bandera - Marcia o muori (March or Die) (1977)

### Direttore della fotografia
- Fango sudore e polvere da sparo (The Culpepper Cattle Company) (1972)

## Riconoscimenti
- 1983 – Premi Oscar
  - Candidatura al miglior film
- 1984 – British Academy Film Awards
  - Candidatura al miglior film